# Ernst (Troppau)
Ernst von Troppau (tschechisch: Arnošt Opavský; * um 1415; † 1464) war 1433–1461 Herzog von Troppau und 1452–1456 Herzog von Münsterberg. Er entstammte dem Troppauer Zweig der böhmischen Přemysliden.

## Leben
Seine Eltern waren Přemysl I. von Troppau († 1433) und Katharina, eine Schwester des letzten Münsterberger Piasten Johann. Zusammen mit seinen vier Brüdern erbte er nach dem Tod des Vaters dessen hinterlassene Besitzungen. Obwohl sie nach dem Willen des Vaters die Besitzungen nicht teilen sollten, kam es 1434/35 zu einer Erbteilung unter den Brüdern. 
1451 übertrug ihm der ältere Bruder Wilhelm den Erbanspruch auf das Herzogtum Münsterberg und erhielt von Ernst als Gegenleistung dessen Drittel-Anteil am Herzogtum Troppau. Dadurch gehörten Wilhelm nunmehr zwei Drittel von Troppau.
Nach Wilhelms Tod 1452 fiel das Herzogtum Münsterberg entsprechend der Vereinbarung von 1451 an Ernst, der auch die Vormundschaft über Wilhelms Kinder übernahm. Als deren Vormund verkaufte er nach 1454 Wilhelms Zwei-Drittel-Anteil an Troppau dem Oppelner Herzog Bolko V. Das ihm gehörende Herzogtum Münsterberg verkaufte er am 8. März 1456 an den böhmischen Landesverweser und künftigen König Georg von Podiebrad. Da dieser nach dem Tode Bolkos/Boleslaus von Oppeln 1460 über dessen Bruder Nikolaus I. auch an dessen Zwei-Drittel-Anteil von Troppau gelangte und 1464 von Johann II. auch dessen Troppauer Anteil erwarb, konnte er damit seinen politischen und wirtschaftlichen Einfluss in Schlesien erheblich vergrößern. 
Ernst starb unverheiratet und ohne Nachkommen.